# Sankt Niklaus Matt
Sankt Niklaus Matt (toponimo tedesco) è stato un comune svizzero del Canton Vallese, nel distretto di Visp. Istituito nel 1820 con la fusione dei comuni soppressi di Äussere Matt e Innere Matt, nel 1866 è stato accorpato all'altro comune soppresso di Sankt Niklaus Dorf per formare il nuovo comune di Sankt Niklaus